# Door het woeste Koerdistan
 Door het woeste Koerdistan  is de vertaalde roman van Karl May met de titel: "Durchs wilde Kurdistan" uit 1892. Het is het tweede deel dat zich afspeelt in het Turkse Rijk.

## Verhaal
Dit tweede deel sluit naadloos aan op het vorige verhaal. Een groep Turkse soldaten met bergkanonnen wordt door de Jezidi's onder leiding van Kara Ben Nemsi gevangengenomen. Ook veel hooggeplaatste personen bevinden zich bij de soldaten, onder hen Kiamil Effendi, de president van het gerechtshof te Mosoel en tevens de kwade genius achter de veldtocht. De geestelijk leider van de Jezidi’s Pir Kamek neemt gruwelijk wraak op de moordenaar van zijn familie door de desbetreffende Turkse officier plotsklaps op een klaarstaande brandstapel te trekken. Beiden vinden ineengestrengeld in het vuur de dood. Omdat Ali Bey, de leider van de Jezidi’s, ook de sultan in Istanboel op de hoogte heeft gebracht van de laffe overval op zijn onderdanen, kan hij een zeer voordelige overeenkomst tekenen met de stadhouder van Mosoel. In volle vrede kunnen de Jezidi’s dit keer hun jaarfeest vieren.
Kara Ben Nemsi trekt vervolgens verder met Hadji Halef Omar, Lord Lindsay en Sjeik Mohammed Emin richting Amediye waar zijn zoon gevangen wordt gehouden. Onderweg krijgt Kara Ben Nemsi nog een  prachtige jachthond geschonken, Dojan, die al snel goede maatjes wordt met het paard Rih. Ze nemen hun intrek bij de wachtcommandant van de vesting Selim Aga en zijn vrouw Mersinah. Zijn pand grenst aan dat van de gevangenis, waar Amed el Ghandoer gevangen wordt gehouden. Gewapend met de boejoeroeldoe van de sultan en een aanbevelingsbrief van de stadhouder van Mosoel, wordt Kara Ben Nemsi uiteindelijk hartelijk welkom geheten door Ismail Bey de gezagvoerder van de vestingstad. De dikgevulde beurs van Lord Lindsay bewijst in deze verarmde stad goede diensten. Op zeer listige wijze weten ze de zoon van Sjeik Mohammed Emin uit de gevangenis te smokkelen. De voortvluchtige rechter uit Mosoel wordt op aanwijzing van Kara Ben Nemsi ook nog eens gearresteerd, hetgeen de vlucht van de andere belangrijke gevangene enigszins verzacht. Tijdens zijn verblijf in de stad redt Kara Ben Nemsi het leven van een jong meisje Sjakara, dat wolfskers had gegeten. Zij is de achterkleindochter van Marah Doerimeh, ofwel de "Roeh’ i koelyan".
Op hun vlucht uit Amediye komt het reisgezelschap terecht in een oorlog tussen Koerden en Nestorianen. Na vele schermutselingen waarin ook de hond Dojan een voortreffelijke rol speelt, weet de geest uit de grot, Marah Doerimeh uiteindelijk een vrede op te leggen aan de strijdende partijen. Zij is de alom gerespecteerde Roeh’ i koelyan. Ze schenkt Kara Ben Nemsi ten afscheid een amulet.